# Cucumeropsis
Cucumeropsis là một chi thực vật có hoa trong họ Cucurbitaceae.

## Loài
Chi Cucumeropsis gồm các loài: